# ウェンドルアンドラング
ヴェンドル・ウント・ルング（Wendl & Lung）またはウェンドル・アンド・ラングは、オーストリアのウィーンに本拠を置くピアノメーカーである。ピアノの製造は中国の協力工場で行われている。

## 沿革
ウェンドル・アンド・ラングのブランドは、1910年に、2人のオーストリア人、シュテファン・ルング（Stefan Lung）とヨハン・ヴェンドル（Johann Wendl）の協力で、オーストリアのウィーンで始まった。1926年には、生産台数が累計1000台に達した。ウェンドル・ラングのピアノは、中欧および東欧を中心に供給された。
3代目のアレクサンダー・ヴェレツキ（Alexander Veletzky）は、1956年に会社を継ぎ、楽器生産者共同組合の会長もつとめた。各地の博物館にある歴史的に貴重なピアノの修復など、生涯をかけたその業績が認められ、ウィーン市から「ゴールデンメリット勲章」を授与された。ピアノ製造については1930年ごろから減り始め1956年に中断した。1980年に一旦再開したものの4年後にはウィーン工場での製造を終了していた。
シュテファン・ルングから4代目にあたるペーター・ヴェレツキ（Peter Veletzky）は、22歳のときにオーストリアの史上最年少のピアノマイスターになり、1994年に家業を継いだ。彼は中国の様々なピアノメーカーの技術アドバイザーとして活動した。この関係は、2000年に彼の事業パートナーとなったErnest Bitterの中国系の妻Bai Linを通してもたらされた。
上海から近い寧波にある寧波海倫楽器 (Ningbo Hailun Musical Instruments Co.Ltd.) は、はじめ楽器部品の製造をしていたが、2000年ごろからピアノの製造を開始していた。社長の陳海倫は、ペーター・ヴェレツキと出会い、特別な友人となった。ヴェレツキとBitter、そして陳夫妻のパートナーシップによって、2003年に、ウェンドルアンドラングのブランドをもったピアノの製造が、中国寧波で新たに開始された。アップライトピアノの生産からスタートし、後にグランドピアノモデルも生産されるようになった。
2010年時点での年間製作台数は約2400台で、オーストリア本社に20名、海倫鋼琴（ハイルンピアノ）には800名の従業員がいるとのことである。ハイルンピアノは、中国のピアノメーカーの中でもよく近代化された設備を持つピアノ製造工場である。
2010年には、ドイツ・ライプツィヒで1851年に創業された歴史あるピアノメーカー、フォイリッヒ (FEURICH) を買収した。同時にウェンドル・アンド・ラングのブランド名は、その製造専門技能・知識と共にハイルンピアノに移行し作り続けられている。
中国メーカーと、欧米ブランドの組合わせは、今日のピアノ業界では一般的なことである。なじみある欧米のブランド名のピアノを、低価格で供給することができるのがその理由である。しかし、それらのブランドは、しばしば中国の製造会社によって買い取られ使われているものである。ウェンドル・アンド・ラングの場合は、現存する歴史ある欧州企業と新しい中国企業（工場）との確かな協業であるという点で、珍しい例と言える。

## ピアノの特徴
アップライトピアノのラインナップとして122 cm、115 cm、110 cmの合計3モデル、グランドピアノのラインナップとしてStephen Paulelloの設計による218 cmモデルの他、178 cm、161 cmの合計3モデルがある。
基本はオーソドックスな現代ピアノの設計だが、新しい技術の導入にも積極的である。外部のピアノ技術者との共同開発による新技術として、グランドピアノの第4のペダル（The harmonic pedal）、アップライトピアノの高速連打アクション (Real double Repetition Action for upright pianos)、磁石を利用したアクション（W&L-Dotzek High Speed Piano Action）などが、公式サイトで紹介されている。これらのうちHarmonic Pedalが2009年に商品化された。
ウェンドル・アンド・ラングは、ディーラー網を通して、主として欧州、そしてアジアにピアノを供給している。寧波海倫楽器は、いくつかの異なるブランド名のピアノを製造している。Hailun（ハイルン）の他、Steigerman Premium、そしてWendl & Lungである。このことが、市場でのHailunピアノにある種の混乱を生じている。ブランド間の差異は、技術的なもの、そして材料や部品の供給元の違いであるとするが、Hailunブランドで"Vienna Series"と呼ぶ新しいアップライトとグランドのシリーズを出すなど、曖昧になってきている。
日本には、2001年創立のアサヒピアノ（本社・浜松市）が総代理店となって、2004年から輸入している。アサヒピアノでは、基礎組み立てを終えた状態のピアノを輸入し、先ず日本の環境に慣らすためのシーズニングを行ったあと、15名の技術者が最終調整して出荷しているという。アサヒピアノの公式サイトに掲載されているラインナップは、アップライトで5サイズ、グランドで6サイズと、前述のウェンドル・ラングの公式サイト掲載のラインナップより多くなっている。